# Алгоритм Эдмондса — Карпа
Алгоритм Эдмондса — Карпа решает задачу нахождения максимального потока в транспортной сети. Алгоритм представляет собой частный случай метода Форда — Фалкерсона и работает за время {\displaystyle O(|V|\cdot |E|^{2})} в графе {\displaystyle G=(V,E)}. Впервые был опубликован в 1970 году советским учёным Е. А. Диницом. Позже, в 1972 году, был независимо открыт Эдмондсом и Карпом.

## Алгоритм
Алгоритм Эдмондса — Карпа — это вариант алгоритма Форда — Фалкерсона, при котором на каждом шаге выбирают кратчайший дополняющий путь из {\displaystyle s} в {\displaystyle t} в остаточной сети (полагая, что каждое ребро имеет единичную длину). Кратчайший путь находится поиском в ширину.

### Описание
1. Обнуляем все потоки. Остаточная сеть изначально совпадает с исходной сетью.
2. В остаточной сети находим кратчайший путь из источника в сток. Если такого пути нет, останавливаемся.
3. Пускаем через найденный путь (он называется увеличивающим путём или увеличивающей цепью) максимально возможный поток:
  1. На найденном пути в остаточной сети ищем ребро с минимальной пропускной способностью {\displaystyle c_{\min }}.
  2. Для каждого ребра на найденном пути увеличиваем поток на {\displaystyle c_{\min }}, а в противоположном ему — уменьшаем на {\displaystyle c_{\min }}.
  3. Модифицируем остаточную сеть. Для всех рёбер на найденном пути, а также для противоположных им рёбер, вычисляем новую пропускную способность. Если она стала ненулевой, добавляем ребро к остаточной сети, а если обнулилась, стираем его.
4. Возвращаемся на шаг 2.

Чтобы найти кратчайший путь в графе, используем поиск в ширину:
1. Создаём очередь вершин О. Вначале О состоит из единственной вершины s.
2. Отмечаем вершину s как посещённую, без родителя, а все остальные как непосещённые.
3. Пока очередь не пуста, выполняем следующие шаги:
  1. Удаляем первую в очереди вершину u.
  2. Для всех дуг (u, v), исходящих из вершины u, для которых вершина v ещё не посещена, выполняем следующие шаги:
    1. Отмечаем вершину v как посещённую, с родителем u.
    2. Добавляем вершину v в конец очереди.
    3. Если v = t, выходим из обоих циклов: мы нашли кратчайший путь.
4. Если очередь пуста, возвращаем ответ, что пути нет вообще и останавливаемся.
5. Если нет, идём от t к s, каждый раз переходя к родителю. Возвращаем путь в обратном порядке.

## Сложность
В процессе работы алгоритм Эдмондса — Карпа будет находить каждый дополняющий путь за время {\displaystyle O(|E|)}. Ниже мы докажем, что общее число увеличений потока, выполняемое данным алгоритмом, составляет {\displaystyle O(|V|\cdot |E|)}. Таким образом, сложность алгоритма Эдмондса — Карпа равна {\displaystyle O(|V|\cdot |E|^{2})}.

### Доказательство
Назовём расстоянием от вершины x до вершины у длину кратчайшего пути от x до y в остаточной сети, измеряемую числом рёбер. Если такого пути нет, будем считать расстояние бесконечным. Будем говорить, что y приблизилась к x (отдалилась от x), если расстояние от x до y уменьшилось (увеличилось). Будем говорить, что y ближе к x (дальше от x), чем z, если расстояние от x до y меньше (больше), чем расстояние от x до z. 
Лемма. В ходе работы алгоритма ни одна вершина никогда не приближается к источнику.
Доказательство. Пусть это не так, тогда при каком-то увеличении потока некоторые вершины приблизились к источнику. Назовём их неправильными. Выберем ту из неправильных вершин, которая после увеличения потока оказалась ближе всех к источнику (если таких больше одной, то любую из них). Обозначим выбранную вершину через v. Рассмотрим кратчайший путь от s до v. Обозначим предпоследнюю вершину на этом пути через u, таким образом, путь имеет вид {\displaystyle s-\ldots -u-v}. Поскольку u ближе к s, чем v, а v — ближайшая к s из неправильных вершин, то u — вершина правильная. Обозначив расстояния от s до u и v до и после увеличения потока соответственно через {\displaystyle d_{u}\ }, {\displaystyle d_{u}^{'}}, {\displaystyle d_{v}\ }, {\displaystyle d_{v}^{'}}, имеем:
{\displaystyle d_{v}^{'}<d_{v}}
{\displaystyle d_{u}^{'}\geq d_{u}}
{\displaystyle d_{v}^{'}=d_{u}^{'}+1},
откуда 
{\displaystyle d_{v}\geq d_{u}+2}
Следовательно, до увеличения потока дуга (u, v) отсутствовала в остаточной сети. Чтобы оно появилось, увеличивающий путь должен был содержать дугу (v, u). Но в алгоритме Эдмондса — Карпа увеличивающий путь всегда кратчайший, следовательно,
{\displaystyle d_{v}=d_{u}-1},
что противоречит предыдущему неравенству. Значит, наше предположение было неверным. Лемма доказана.
Назовём критическим то из рёбер увеличивающего пути, у которого остаточная пропускная способность минимальна. Оценим, сколько раз некое ребро (u, v) может оказываться критическим. Пускай это произошло на итерации {\displaystyle t_{1}}, а в следующий раз на итерации {\displaystyle t_{2}}. Обозначая через {\displaystyle D_{y}(t)} расстояние от s до y на итерации t, имеем:
{\displaystyle D_{v}(t_{1})=D_{u}(t_{1})+1}
{\displaystyle D_{v}(t_{2})=D_{u}(t_{2})+1}
Заметим, что на итерации {\displaystyle t_{1}} критическое ребро исчезает из остаточной сети. Чтобы к моменту итерации {\displaystyle t_{2}} ребро (u, v) в ней вновь появилось, необходимо, чтобы на какой-то промежуточной итерации {\displaystyle t_{3}} был выбран увеличивающий путь, содержащий ребро (v, u). Следовательно,
{\displaystyle D_{u}(t_{3})=D_{v}(t_{3})+1}
Используя ранее доказанную лемму, получаем:
{\displaystyle D_{v}(t_{2})=D_{u}(t_{2})+1\geq D_{u}(t_{3})+1=D_{v}(t_{3})+2\geq D_{v}(t_{1})+2}
Поскольку изначально {\displaystyle D_{v}>0} (иначе v = s, но ребро, ведущее в s, не может появиться на кратчайшем пути из s в t), и всегда, когда {\displaystyle D_{v}} конечно, оно меньше |V| (кратчайший путь не содержит циклов, и, следовательно, содержит менее |V| рёбер), ребро может оказаться критическим не более {\displaystyle {\frac {(|V|-1)-1}{2}}+1=|V|/2} раз. Поскольку каждый увеличивающий путь содержит хотя бы одно критическое ребро, а всего рёбер, которые могут когда-то стать критическими, {\displaystyle 2|E|} (все рёбра исходной сети и им противоположные), то мы можем увеличить путь не более |Е|·|V| раз. Следовательно, число итераций не превышает O(|E|·|V|), что и требовалось доказать.

## Пример
Пусть задана сеть с истоком в вершине {\displaystyle A} и стоком в вершине {\displaystyle G}. На рисунке парой {\displaystyle f/c} обозначен поток по этому ребру и его пропускная способность.

### Поиск в ширину
Опишем поиск в ширину на первом шаге.
1. Очередь состоит из единственной вершины A. Посещена вершина A. Родителя нет.
2. Очередь состоит (от начала к концу) из вершин B и D. Посещены вершины A, B, D. Вершины B, D имеют родителя А.
3. Очередь состоит из вершин D и C. Посещены A, B, C, D. Вершины B, D имеют родителя А, вершина C — родителя B.
4. Очередь состоит из вершин C, E, F. Посещены A, B, C, D, E, F. Вершины B, D имеют родителя А, вершина C — родителя B, вершины E, F — родителя D.
5. Вершина C удаляется из очереди: рёбра из неё ведут только в уже посещённые вершины.
6. Обнаруживается ребро (E,G) и цикл останавливается. В очереди вершины (F,G). Посещены все вершины. Вершины B,D имеют родителя А, вершина C — родителя B, вершины E,F — родителя D, вершина G — родителя E.
7. Идём по родителя: {\displaystyle G\to E\to D\to A}. Возвращаем пройденный путь в обратном порядке: {\displaystyle A\to D\to E\to G}.

Заметим, что в очередь последовательно добавляли вершины, достижимые из A ровно за 1 шаг, ровно за 2 шага, ровно за 3 шага. Кроме того, родителем каждой вершины является вершина, достижимая из A ровно на 1 шаг быстрее.

### Основной алгоритм
| Пропускная способность пути | Путь |                         |
| --- | --- | ----------------------- |
| Пропускная способность пути | {\displaystyle \min(c_{f}(A,D),c_{f}(D,E),c_{f}(E,G))=} {\displaystyle \min(3-0,2-0,1-0)=} {\displaystyle \min(3,2,1)=1} | {\displaystyle A,D,E,G} |
| | {\displaystyle \min(c_{f}(A,D),c_{f}(D,E),c_{f}(E,G))=} {\displaystyle \min(3-0,2-0,1-0)=} {\displaystyle \min(3,2,1)=1} |                         |
| {\displaystyle \min(c_{f}(A,D),c_{f}(D,F),c_{f}(F,G))=} {\displaystyle \min(3-1,6-0,9-0)=} {\displaystyle \min(2,6,9)=2}                                                     | {\displaystyle A,D,F,G}                                                                                                  |                         |
| {\displaystyle \min(c_{f}(A,D),c_{f}(D,F),c_{f}(F,G))=} {\displaystyle \min(3-1,6-0,9-0)=} {\displaystyle \min(2,6,9)=2}                                                     | |                         |
| {\displaystyle \min(c_{f}(A,B),c_{f}(B,C),c_{f}(C,D),c_{f}(D,F),c_{f}(F,G))=} {\displaystyle \min(3-0,4-0,1-0,6-2,9-2)=} {\displaystyle \min(3,4,1,4,7)=1}                   | {\displaystyle A,B,C,D,F,G}                                                                                              |                         |
| {\displaystyle \min(c_{f}(A,B),c_{f}(B,C),c_{f}(C,D),c_{f}(D,F),c_{f}(F,G))=} {\displaystyle \min(3-0,4-0,1-0,6-2,9-2)=} {\displaystyle \min(3,4,1,4,7)=1}                   | |                         |
| {\displaystyle \min(c_{f}(A,B),c_{f}(B,C),c_{f}(C,E),c_{f}(E,D),c_{f}(D,F),c_{f}(F,G))=} {\displaystyle \min(3-1,4-1,2-0,0--1,6-3,9-3)=} {\displaystyle \min(2,3,2,1,3,6)=1} | {\displaystyle A,B,C,E,D,F,G}                                                                                            |                         |
| {\displaystyle \min(c_{f}(A,B),c_{f}(B,C),c_{f}(C,E),c_{f}(E,D),c_{f}(D,F),c_{f}(F,G))=} {\displaystyle \min(3-1,4-1,2-0,0--1,6-3,9-3)=} {\displaystyle \min(2,3,2,1,3,6)=1} | |                         |

Отметим, что в процессе выполнения алгоритма длины дополняющих путей (на рисунках обозначены красным) не убывают. Это свойство выполняется благодаря тому, что мы ищем кратчайший дополняющий путь.

## Алгоритм Диница
Улучшенной версией алгоритма Эдмондса-Карпа является алгоритм Диница, требующий {\displaystyle O(|V|^{2}|E|)} операций.
Назовём вспомогательной бесконтурной сетью графа G с источником s его подграф, содержащий только такие рёбра (u, v), для которых минимальное расстояние от s до v на единицу больше минимального расстояния от s до u.
Алгоритм Диница:
1. Строим минимальную бесконтурную сеть остаточного графа.
2. Пока в сети есть путь из s в t, выполнить следующие шаги:
  1. Находим кратчайший путь из s в t. Если его нет, выйти из цикла.
  2. На найденном пути в остаточной сети ищем ребро с минимальной пропускной способностью {\displaystyle c_{\min }}.
  3. Для каждого ребра на найденном пути увеличиваем поток на {\displaystyle c_{\min }}, а в противоположном ему — уменьшаем на {\displaystyle c_{\min }}.
  4. Удаляем все рёбра, достигшие насыщения.
  5. Удаляем все тупики (то есть вершины, кроме стока, откуда не выходит рёбер, и вершины, кроме источника, куда рёбер не входит) вместе со всеми инцидентными им рёбрами.
  6. Повторяем предыдущий шаг, пока есть что удалять.
3. Если найденный поток ненулевой, добавляем его к общему потоку и возвращаемся на шаг 1.